# Thomas Raikes (père)
Pour les articles homonymes, voir Thomas Raikes.
Thomas Raikes père est un négociant et un banquier de Londres.

## Biographie
Il épouse en décembre 1774 Charlotte Finch, petite-fille de Daniel Finch comte, de Winchilsea et Nottingham (en).
Durant la crise financière de 1797 il est nommé gouverneur de la Banque d'Angleterre (en) et occupe ce poste jusque 1799.
C'est sous la direction et la supervision de Thomas Raikes que la Banque d'Angleterre, le 26 février 1797, émet les premiers billets de banque britanniques en livres sterling sur l'ordre du gouvernement de William Pitt le Jeune qui devait faire face à d'énormes difficultés pour faire ses règlements en monnaie métallique or.
Thomas Raikes père est un ami personnel de William Wilberforce et de William Pitt le Jeune (1759–1806), homme politique anglais et premier ministre de Grande-Bretagne de 1783 à 1801 et de 1804 à 1806, fils de William Pitt l'Ancien, qui est également Premier ministre de Grande-Bretagne.
Son fils Thomas Raikes junior (1777-1848) qui se rend célèbre en Angleterre au XIXe siècle comme mémorialiste est ami d'Arthur Wellesley, deuxième duc de Wellington, fils du premier duc de Wellington, vainqueur de Napoléon à Waterloo avec qui il correspond.
Sa fille Georgina Raikes se marie avec Lord William Fitzroy, amiral (1782-1857) le 9 août 1816.